# Смерть автора
«Смерть автора» (фр. La mort de l'auteur) — есей французького філософа, теоретика й критика літератури Ролана Барта 1967 року, одна з головних праць постструктуралізму. Вперше виданий 1967 року англійською мовою в журналі «Aspen», у 1968 вийшов французькою в журналі «Manteia».

## Зміст
Ролан Барт, аналізуючи цитату з новели Бальзака, поставив собі запитання, кому вона належить: самому Бальзаку, героєві твору чи романтичній психології загалом? Дати однозначну відповідь неможливо, — вважає філософ, — поняття про джерело та будь-яка суб'єктивність насправді зникають в письмі.
У первісному суспільстві оповідь велася шаманом чи казкарем, особа якого, втім лишалася неважливою. Цінність мав сам текст, а людина, що його промовляє, була лише посередником між текстом і аудиторією. Від середньовіччя зростає значення індивіда та набуває найвищої значущості в Новий час. Автор тексту починає цікавити аудиторію як особа зі своїми деталями біографії, вподобаннями тощо. Саме через них починає тлумачитися сенс тексту. Вважається, що автор передує будь-якій книзі, вона є його дітищем і власністю.
Натомість у сучасності автора замінює скриптор — людина, що лише певним чином поєднує інформацію, котра вже існувала до неї. Скриптор, на відміну від автора, не творить текст, а компонує його з цитат інших текстів. Таким чином не людина творить текст, а мова проявляє себе через неї в тексті. Такий текст набуває самостійного існування в свідомості кожного читача. Як наслідок розшифровка тексту втрачає сенс, розкриття особи, яка надсилає аудиторії текст, нічого не дає. Має значення лише читач, який знаходить власний сенс у взаємопов'язаних частинах тексту. Автор «помер», звівшись до живого механізму, що просто записує вже існуюче, натомість «народився» Читач.

## Критика
Дж. С. Карльє (псевдонім Седріка Воттса, професора університету Сассекса), в есеї «Воскресіння автора Ролана Барта і спокута біографії» (2000), стверджує, що есей «Смерть автора» — це «лакмусовий тест» критичної компетентності. Ті, хто сприймають його буквально, автоматично провалюють тест. Ті, хто іронічно сприймають есей і визнають твір прекрасною художньою сатирою на тему значення автора — проходять його. На думку Каральє, Барт насправді висміював уявлення про те, що автора слід ігнорувати. Філософ начебто доводить, що всякий читач сам обирає що означає будь-який твір. Однак, це ж стосується і «Смерті автора», тоді як постмодерністи бачать там лише один сенс, апелюючи до особи Ролана Барта. Не дивно, що Барт підписав есей і заявив на нього авторське право: він тим самим підтвердив традиційне поняття авторства.